# „Bracia Henneberg” – Fabryka Platerów
Die „Bracia Henneberg“ – Fabryka Platerów (in etwa Brüder Henneberg - Gedeckwarenfabrik) war ein 1857 gegründeter, international erfolgreicher Besteckhersteller in Warschau. Nach dem Zweiten Weltkrieg verstaatlicht, wird die Unternehmenstradition heute im Nachfolgekonglomerat HEFRA weitergeführt. 

## Geschichte
Im Jahr 1857 gründeten zwei Söhne des deutschstämmigen Karol August Henneberg (1808–1864), Juliusz (1835–1907) und Wilhelm (1844–1917), gemeinsam mit Michał Czajkowski eine Fabrik zur Herstellung von Tafelgeschirr und Essbesteck. Die beiden Brüder hatten zuvor in der Warschauer Besteckfabrik von Józef Fraget (1797–1867) gearbeitet. Das neue Unternehmen befand sich zunächst in der Warschauer ul. Ceglana 7. 1862 kam es zur Verlegung der Fabrikation in Gebäude in der ul. Wolska 17. Im Folgejahr wurde ein dritter Bruder, Wilhelm Henneberg, in den Gesellschafterkreis aufgenommen. Es folgte die Firmierung in Bracia Henneberg i Czajkowski. Das Unternehmen spezialisierte sich auf versilbertes Besteck und Haushaltswaren (Plattieren). 1872 trat Czajkowski aus dem Unternehmen aus und 1894 erfolgte die Umfirmierung in eine Kommanditgesellschaft: „Bracia Henneberg“ - Fabryka Platerów. Zu Beginn des 20. Jahrhunderts wurden 321 Mitarbeiter beschäftigt. Das Unternehmen betrieb mehrere Verkaufsstellen in Warschau wie auch in anderen polnischen Städten. Außerdem wurden Henneberg-Waren in  Irkutsk, Kraków, Kiew, Konstantinopel, Moskau, Odessa, St. Petersburg, Teheran, Tiflis und Vilnius angeboten. 1907 traten Józef Strasburger und zwei Schwestern von Julian Henneberg (Józefa Marendowska und Emilia Mullerowa) in das Unternehmen ein und investierten in die Anschaffung moderner Maschinen, die eine Erweiterung der Produktion um Nickel-Legierungen ermöglichten. Henneberg-Artikel wurden auf vielen internationalen Ausstellungen gezeigt und prämiert, so in St. Petersburg (Große Silbermedaille, 1861), Moskau (Kleine Goldmedaille, 1865), St. Petersburg (Silbermedaille, 1870) und in Paris (Goldmedaille, 1889).
Im Jahr 1936 wurde die Produktion von Edelstahl-Besteck unter der Marke „Nikora“ begonnen; das neue Produktsegment entwickelte sich sehr erfolgreich. 1938 wurden 160 Arbeiter beschäftigt. Während des Zweiten Weltkriegs wurde die Fabrik zu 90 % zerstört. Es folgten Verstaatlichung und Wiederaufbau. Im Januar 1965 wurde das Unternehmen mit der vormaligen Fabrik des Józef Fraget zur Warszawska Fabryka Platerów HEFRA (= HEnnebergFRAget) zusammengelegt. Dieses fusionierte Unternehmen besteht heute als Aktiengesellschaft WFP HEFRA S.A., die zur KGHM Ecoren S.A. (einer Tochtergesellschaft der KGHM Polska Miedź) gehört.
Historische Henneberg-Erzeugnisse sind in Moskauer und St. Petersburger Museen, in den polnischen Nationalmuseen, im Warschauer Königsschloss, im Museum Warschau-Wola und vielen weiteren Sammlungen erhalten. 